# Hélio Paschoal
Hélio Paschoal CSS (ur. 26 kwietnia 1927 w Vargem Grande do Sul, zm. 22 listopada 2005) – brazylijski duchowny katolicki, stygmatysta, biskup diecezjalny Livramento de Nossa Senhora 1967-2004.

## Życiorys
Święcenia kapłańskie otrzymał 15 sierpnia 1951.
29 marca 1967 papież Paweł VI mianował go biskupem diecezjalnym Livramento de Nossa Senhora. 25 czerwca tego samego roku z rąk biskupa José Varani'ego przyjął sakrę biskupią. 21 stycznia 2004 ze względu na wiek na ręce papieża Jana Pawła II złożył rezygnację z zajmowanej funkcji.
Zmarł 22 listopada 2005.